# Paul Eltzbacher
Paul Eltzbacher (* 18. Februar 1868 in Köln; † 25. Oktober 1928 in Berlin) war ein deutscher Jurist und Hochschullehrer. 

## Leben
Seine jüdische Familie stammte aus dem nördlichen Bayern. Sie war Ende des 18. Jahrhunderts nach Westfalen übersiedelt, hatte dort Geldhandel getrieben und das Bankhaus J. L. Eltzbacher & Co. in Köln gegründet. Paul Eltzbachers Vater Salomon war Arzt. Pauls Bruder Otto Julius (1870–1948) emigrierte um die Jahrhundertwende nach Großbritannien und nahm den Namen J. Ellis Barker an, unter dem er zahlreiche historische Bücher schrieb und später ein bekannter Homöopath wurde.
Paul Eltzbacher studierte Rechtswissenschaft an der Universität Leipzig, der Ruprecht-Karls-Universität Heidelberg, der Kaiser-Wilhelm-Universität Straßburg und der Georg-August-Universität Göttingen. 1890–1895 war er Junior-Anwalt in den Gerichtsbezirken Köln und Frankfurt, wobei er 1891–1892 seinen Militärdienst als Einjährig-Freiwilliger leistete. 1900 promovierte er und veröffentlichte eine bald in mehrere Sprachen übersetzte Abhandlung über die verschiedenen Strömungen des Anarchismus. In einer Zeit, in der das Beschwören der „anarchistischen Gefahr“ bei Politikern und Journalisten gang und gäbe war, trieb er wissenschaftliche ideengeschichtliche Studien zum Anarchismus. Bis 1912 stand er mit Repräsentanten der internationalen anarchistischen Bewegung, wie Pjotr Kropotkin, Benjamin Tucker und Gustav Landauer in Verbindung.
Seit 1900 war Eltzbacher Privatdozent an der Universität Halle und seit 1906 ordentlicher Professor der Rechte an der neu gegründeten Handelshochschule Berlin.
Vor Ausbruch des Ersten Weltkriegs wurde er Mitglied der Deutschnationalen Volkspartei. Während des Kriegs veröffentlichte er zahlreiche patriotische Schriften. Nach der Niederlage Deutschlands wurde Eltzbacher zu einem der „Propheten“ des Nationalbolschewismus.
Eltzbachers Privatbibliothek befindet sich heute als Sondersammlung im Ōhara-Forschungsinstitut für soziale Probleme (Ōhara Shakai Mondai Kenkyūjo) der Hōsei Daigaku, sie umfasst 1.150 Werke (Bücher und Broschüren) und 103 Zeitschriften unter besonderer Berücksichtigung des Anarchismus zwischen ca. 1830 und 1920.

## Schriften (Auswahl)
- Über Rechtsbegriffe. 1900. (Dissertation)
- Der Anarchismus. 1900. (Nachdrucke 1977 und 1987; Übersetzungen: Spanisch 1901, Französisch 1902, Niederländisch 1903, Russisch 1906, Englisch 1908, Jiddisch 1909, Japanisch 1921, Italienisch s. d.)
- Die Handlungsfähigkeit nach deutschem bürgerlichem Recht. 1903.
- Die deutsche Volksernährung und der englische Aushungerungsplan. 1914.
- Der Anarchismus. In: Handbuch der Politik. Berlin / Leipzig 1914.
- Totes und lebendes Völkerrecht. 1916.
- Die Presse als Werkzeug der auswärtigen Politik. 1918.
- Der Bolschewismus und die deutsche Zukunft. 1919.
- Die neuen Parteien und ihre Programme. Ein Wegweiser im Wahlkampf. 1920.
- Deutsches Handelsrecht. 1925.
- Aus der Geschichte meiner Familie. 1928.
- mit Otto Wille Kuusinen, Alexander von Senger: Kritische Schriften über den Bolschewismus.